# Titularbistum Sarsenterum
Sarsenterum ist ein Titularbistum der römisch-katholischen Kirche.
Es geht zurück auf einen untergegangenen Bischofssitz in der Stadt Stolac.
| Titularbischöfe von Sarsenterum |                                            |                              |                  |     |
| Nr.                             | Name                                       | Amt                          | von              | bis |
| 1                               | Petar Rajič Titularerzbischof pro hac vice | Diplomat des Heiligen Stuhls | 2. Dezember 2009 |     |